# RHYTHM CRUSH2
『RHYTHM CRUSH 2』（リズム・クラッシュ）は、LADIES ROOMのミニ・アルバム。1994年11月21日発売。

## 解説
JUNを除く3人で制作された前作「RHYTHM CRUSH」に続く作品。前作発売後、管弦楽やパーカッションのサポートメンバーを迎えて、RHYTHM CRUSH名義でのコンサートが行われたが、その時の音源が4曲収録されている。コンサートでは、本アルバムには未収録だが、過去のLADIES ROOMの楽曲に加え、キッスやビートルズの楽曲も演奏された。また、当コンサートからNAOのプログラミングによる演奏を積極的に導入するようになり、これはJUNの復帰作「SUPER GIRL」にも活かされることとなった。歌詞カードには全楽曲の編曲はNAOが担当したと記されている。

## 収録曲
(Re-newal 1994/7/26 Live Jam)の表記のあるものは、1994年7月26日の後楽園ホールでのRHYTHM CRUSH名義でのコンサートの音源である。
1. Harem Cat (Re-newal 1994/7/26 Live Jam)
（作詞・作曲：LADIES ROOM）
Made in SEX収録曲のセルフカバー。
2. Wild One (If Ladies Room had been around back in 1956…)
（作詞：百太郎、作曲：LADIES ROOM）
ロカビリー風のアレンジがされている。
3. Get Lost (Re-newal 1994/7/26 Live Jam)
（作詞：百太郎、作曲：LADIES ROOM）
eat a peach収録曲のセルフカバー。
4. Happy Time To You (Re-newal 1994/7/26 Live Jam)
（作詞：百太郎、作曲：LADIES ROOM）
eat a peach収録曲のセルフカバー。
5. I Want To Be There
（作詞・作曲：ブライアン・イーノ、日本語詞：百太郎）
ブライアン・イーノの楽曲「Stiff」に新たに日本語詞をつけてカバーしたもの。
ペプシコーラのCMソングとなり、JUNを除く3人でCMにも出演。CMでは当時同じくキューンレコードに所属していた聖飢魔IIのメンバー、モダンチョキチョキズ、電気グルーヴのメンバーと共演した。
6. Wonderful Tonight (Re-newal 1994/7/26 Live Jam)
（作詞：百太郎、作曲：LADIES ROOM）
RHYTHM CRUSH収録曲のセルフカバー。

## 参加ミュージシャン
- 百太郎 ヴォーカル、マラカス
- GEORGE ベース、コーラス
- NAO ギター、プログラミング、コーラス

- 中島オバヲ パーカッション(#1,3,4,6)
- 長谷川智樹 ハモンドオルガン、ピアノ、ストリングスアレンジ(#1,3,4,6)
- 平原まこと テナーサックス(#1,4)
- 石兼武美 バリトンサックス(#1,4)
- 吉田直矢 ヴァイオリン(#3,4)
- 青嶋直樹 チェロ(#3,4)
- Shigehiko Saitoh マニピュレーション (#1,3,4,6)
- ライデン湯沢殿下 ドラムス (#5)
- Masanori Inagaki プログラミング (#5)